# 고서면
고서면(古西面)은 전라남도 담양군의 서남쪽에 있는 면이다. 면적은 26.577km2이고, 2021년 기준 인구는 약 3천150명이다.

## 교통
호남고속도로, 광주대구고속도로, 고창담양고속도로가 지나며 보촌리에 과거 88올림픽고속도로의 기점인 고서 분기점이 있다. 또한 국도 제29호선이 지나며 국가지원지방도 제60호선은 광주대구고속도로와 거의 나란히 면을 종단하고 있으며 지방도 제887호선은 면을 횡단한다.
일제강점기에는 광주와 금지를 연결하는 전남선이 지났으며 원강리에 장산역이 존재하였다. 하지만 태평양 전쟁 이후 전쟁물자 회수로 인해 철거되었고 1965년 복구사업이 진행되었으나 무산되었다.

## 특산물
주요 특산물은 포도와 딸기이며, 특히 포도시설농가가 많아 전라남도 포도 생산량의 약 70%를 차지하며 2003년부터 격년으로 8월에 포도축제가 열린다.

## 지리
증암천(甑岩川)은 무등산자락에서 시작되어 광주호를 거쳐 영산강에 합류한다.

## 역사
백제시대에는 굴지현(屈支縣), 통일신라시대에는 기양(祈陽), 고려시대에는 창평현(昌平縣)이었으며, 조선시대에는 창평군 고현내면(昌平郡 古縣內面)이라 칭하였다. 일제강점기에는 창평군 고현내면과 북면과 서면을 통합하여 지금의 고서면(古西面)이라 칭하고 10개의 법정리, 26개의 운영리가 속해있었다. 1989년에는 고서면소재지인 원등마을의 인구증가로 '신원등'마을을 추가하여 10개의 법정리, 27개의 운영리로 지금의 고서면을 유지하고 있다.

## 교육
- 고서초등학교
- 고서중학교

## 행정 구역
- 고읍리(古邑里)
  - 덕촌마을
  - 봉황동ㆍ신양마을
- 교산리(校山里)
  - 교촌마을
  - 장성물ㆍ하북산마을
- 금현리(金峴里)
  - 운현마을
  - 금단동마을
  - 노채마을
- 동운리(東雲里)
  - 동산촌마을
  - 운교마을
  - 원등마을
  - 신원등마을
- 보촌리(甫村里)
  - 보라실/외보마을
  - 방죽안/내보마을
- 분향리(分香里)
  - 잣정마을
  - 용대마을
- 산덕리(山德里)
  - 상덕마을
  - 연동ㆍ후산마을
- 성월리(聲月里)
  - 성산마을
  - 광산마을
  - 월전마을
  - 검단마을
  - 해평마을
  - 증암마을
- 원강리(院江里)
  - 월곡ㆍ분토동마을
  - 원유동마을
- 주산리(舟山里)
  - 노안동ㆍ주평마을
  - 주산마을
  - 장산마을